# 西疆岩蕨
西疆岩蕨（学名：Woodsia alpina）为岩蕨科岩蕨属下的一个种。

## 扩展阅读
- 維基物種上的相關：西疆岩蕨